# World U-17 Hockey Challenge 2011
Die World U-17 Hockey Challenge 2011 war die 18. Austragung der World U-17 Hockey Challenge, einem Eishockeyturnier für Nachwuchs-Nationalmannschaften der Altersklasse U17. Vom 29. Dezember 2010 bis zum 4. Januar 2011 fand der Wettbewerb in Winnipeg und Portage la Prairie in der kanadischen Provinz Manitoba statt. Die Goldmedaille gewann zum achten Mal das Team Canada Ontario, das sich im Finale gegen die Auswahl der Vereinigten Staaten durchsetzte.

## Modus
Die zehn Teilnehmer wurden in zwei Gruppen mit je fünf Mannschaften eingeteilt. In der Gruppenphase spielte jedes Team einmal gegen alle anderen Gruppenteilnehmer und absolvierte somit vier Spiele. Die jeweiligen Gruppenersten und -zweiten qualifizierten sich für das Halbfinale, das ebenso wie das Finale als K.-o.-Spiel ausgetragen wurde.

### Austragungsorte
| Winnipeg |

| Portage la Prairie |

| Winnipeg |

| Portage la Prairie |

## Gruppenphase

### Gruppe A
| 29. Dezember 2010 15:00 Uhr (Ortszeit) | Canada Québec Frédéric Gamelin (5:32) Luca Ciampini (27:09) Samuel Hodhod (30:15) Félix Girard (35:23) Luca Ciampini (36:20) Julien Leduc (39:46) Raphaël Lafontaine (41:17) Mike Matheson (41:37) Raphaël Lafontaine (51:03) | 9:3 (1:2, 5:0, 3:1) Spielbericht | Canada Atlantic Andrew Ryan (7:41) Matthew Bursey (9:33) Nathan MacKinnon (56:01) | PCU Centre, Portage la Prairie, Manitoba |

| 29. Dezember 2010 15:00 Uhr | Vereinigte Staaten Henrik Samuelsson (9:20) Connor Carrick (13:02) Matthew Lane (14:01) Henrik Samuelsson (21:11) Nic Kerdiles (28:28) | 5:2 (3:0, 2:1, 0:1) Spielbericht | Finnland Topi Nättinen (28:44) Juuso Ikonen (59:07) | MTS Iceplex, Winnipeg, Manitoba |

| 30. Dezember 2010 15:00 Uhr | Deutschland Lennart Palausch (2:22) | 1:4 (1:2, 0:2, 0:0) Spielbericht | Vereinigte Staaten Henrik Samuelsson (0:35) Henrik Samuelsson (4:06) Henrik Samuelsson (24:05) Miles Koules (38:00) | PCU Centre, Portage la Prairie, Manitoba |

| 30. Dezember 2010 19:30 Uhr | Finnland Juuso Ikonen (0:23) Henri Ikonen (15:24) Rasmus Ristolainen (37:24) Ville Pokka (57:26) | 4:6 (2:1, 1:2, 1:3) Spielbericht | Canada Québec Dillon Fournier (5:53) Luca Ciampini (39:40) Charles Hudon (39:46) William Carrier (48:27) Luca Ciampini (50:56) Luca Ciampini (59:07) | PCU Centre, Portage la Prairie, Manitoba |

| 31. Dezember 2010 15:00 Uhr | Deutschland John Koslowski (20:54) Patrick Klöpper (26:37) Markus Eberhardt (47:22) | 3:5 (0:1, 2:2, 1:2) Spielbericht | Canada Québec Raphaël Lafontaine (15:51) Mike Matheson (24:22) William Carrier (33:40) Luca Ciampini (41:30) Charles Hudon (53:18) | MTS Iceplex, Winnipeg, Manitoba |

| 31. Dezember 2010 19:30 Uhr | Canada Atlantic Nathan MacKinnon (3:57) Brett Malone (22:46) Nathan MacKinnon (26:55) Matthew Bursey (39:33) | 4:3 (1:2, 3:1, 0:0) Spielbericht | Finnland Kalle Torniainen (18:17) Rasmus Kulmala (19:11) Teuvo Teräväinen (20:31) | PCU Centre, Portage la Prairie, Manitoba |

| 1. Januar 2011 15:00 Uhr | Vereinigte Staaten Henrik Samuelsson (8:40) Frank Vatrano (9:00) Ryan Hartman (14:48) Thomas Di Pauli (19:46) Kyle Osterberg (29:27) Matthew Lane (30:45) Miles Koules (31:38) Jacob Trouba (32:15) Matthew Lane (35:06) Frank Vatrano (35:36) Brady Skjei (46:01) Connor Carrick (53:03) | 12:1 (4:1, 6:0, 2:0) Spielbericht | Canada Atlantic Justin Haché (10:26) | MTS Iceplex, Winnipeg, Manitoba |

| 1. Januar 2011 19:30 Uhr | Finnland Jonatan Tanus (15:13) Mikko Lehtonen (23:33) Juuso Ikonen (25:54) | 3:1 (1:1, 2:0, 0:0) Spielbericht | Deutschland Janik Möser (10:50) | PCU Centre, Portage la Prairie, Manitoba |

| 2. Januar 2011 15:00 Uhr | Canada Atlantic Stephen Anderson (7:16) Andrew Ryan (25:09) Nathan MacKinnon (28:04) Nathan MacKinnon (30:29) Brett Malone (42:18) Brandon Pye (47:14) Liam O’Brien (52:57) | 7:2 (1:0, 3:1, 3:1) Spielbericht | Deutschland Frederik Tiffels (20:53) Sven Ziegler (55:01) | PCU Centre, Portage la Prairie, Manitoba |

| 2. Januar 2011 15:00 Uhr | Canada Québec Charles Hudon (6:40) Charles Hudon (44:56) | 2:5 (1:3, 0:2, 1:0) Spielbericht | Vereinigte Staaten Ryan Hartman (7:10) Seth Jones (12:46) Miles Koules (18:28) Stefan Matteau (25:48) Thomas Di Pauli (39:58) | MTS Iceplex, Winnipeg, Manitoba |

| Pl. |                    | Sp | S | OTS | OTN | N | Tore  | Punkte |
| 1.  | Vereinigte Staaten | 4  | 4 | 0   | 0   | 0 | 26:06 | 12     |
| 2.  | Canada Québec      | 4  | 3 | 0   | 0   | 1 | 22:15 | 9      |
| 3.  | Canada Atlantic    | 4  | 2 | 0   | 0   | 2 | 15:26 | 6      |
| 4.  | Finnland           | 4  | 1 | 0   | 0   | 3 | 12:16 | 3      |
| 5.  | Deutschland        | 4  | 0 | 0   | 0   | 4 | 07:19 | 0      |

Abkürzungen: Pl. = Platz, Sp = Spiele, S = Siege, OTS = Siege nach Verlängerung oder Penaltyschießen, OTN = Niederlagen nach Verlängerung oder Penaltyschießen, N = Niederlagen

Erläuterungen: Qualifikant für das Halbfinale

### Gruppe B
| 29. Dezember 2010 19:30 Uhr (Ortszeit) | Canada Ontario Slater Koekkoek (7:39) Mathew Campagna (24:46) Chris Marchese (24:52) Scott Laughton (27:42) Kerby Rychel (40:58) Andreas Athanasiou (50:59) Gianluca Curcuruto (57:51) | 7:1 (1:0, 3:1, 3:0) Spielbericht | Tschechien Martin Matějček (31:54) | PCU Centre, Portage la Prairie, Manitoba |

| 29. Dezember 2010 20:00 Uhr | Canada Pacific Griffin Reinhart (13:33) Mike Winther (40:49) Robert Trzonkowski (48:16) Hunter Shinkaruk (50:33) Brandon Magee (52:22) | 5:2 (1:0, 0:1, 4:1) Spielbericht | Canada West Colton Heffley (25:26) Brendan Harms (42:49) | MTS Iceplex, Winnipeg, Manitoba |

| 30. Dezember 2010 15:00 Uhr | Tschechien Dominik Volek (10:19) Pavel Sedláček (30:36) | 2:3 (1:1, 1:1, 0:1) Spielbericht | Canada Pacific Brandon Magee (19:06) Troy Bourke (25:39) Hunter Shinkaruk (45:42) | MTS Iceplex, Winnipeg, Manitoba |

| 30. Dezember 2010 19:30 Uhr | Canada Ontario Mathew Campagna (6:33) Chris Marchese (25:13) Kerby Rychel (29:18) Sean Monahan (34:00) Scott Laughton (43:11) | 5:0 (1:0, 3:0, 1:0) Spielbericht | Slowakei | MTS Iceplex, Winnipeg, Manitoba |

| 31. Dezember 2010 15:00 Uhr | Slowakei Jan Blasko (6:38) Martin Réway (13:43) Andreas Strauch (21:34) | 3:7 (2:3, 1:2, 0:2) Spielbericht | Canada Pacific Ryan Olsen (5:25) Levi Bews (12:15) Jari Erricson (13:04) Robert Trzonkowski (25:51) Mike Winther (28:51) Troy Bourke (46:53) Jari Erricson (57:57) | PCU Centre, Portage la Prairie, Manitoba |

| 31. Dezember 2010 19:30 Uhr | Canada West Chandler Stephenson (4:26) Brendan Leipsic (7:56) Brayden Cuthbert (28:29) Brett Stovin (50:34) Logan McVeigh (59:15) | 5:2 (2:0, 1:1, 2:1) Spielbericht | Tschechien Patrik Machač (20:40) Dominik Volek (57:23) | MTS Iceplex, Winnipeg, Manitoba |

| 1. Januar 2011 15:00 Uhr | Tschechien Jan Hudeček (2:52) Matěj Zadražil (9:54) Matěj Psota (52:22) Dominik Volek (59:25) | 4:1 (2:0, 0:1, 2:0) Spielbericht | Slowakei Jan Blasko (27:31) | PCU Centre, Portage la Prairie, Manitoba |

| 1. Januar 2011 19:30 Uhr | Canada West Chandler Stephenson (8:27) Chandler Stephenson (14:51) Logan McVeigh (59:54) | 3:4 (2:1, 0:2, 1:1) Spielbericht | Canada Ontario Brody Silk (0:15) Andreas Athanasiou (29:10) Jesse Graham (35:37) Matia Marcantuoni (41:24) | MTS Iceplex, Winnipeg, Manitoba |

| 2. Januar 2011 19:30 Uhr | Canada Pacific Hunter Shinkaruk (8:20) Brandon Magee (51:19) | 2:4 (1:0, 0:4, 1:0) Spielbericht | Canada Ontario Brendan Gaunce (20:24) Matia Marcantuoni (30:42) Matthew Finn (31:32) Brendan Gaunce (38:50) | PCU Centre, Portage la Prairie, Manitoba |

| 2. Januar 2011 19:30 Uhr | Slowakei Andreas Strauch (48:55) | 1:4 (0:1, 0:1, 1:2) Spielbericht | Canada West Brendan Leipsic (1:39) Reid Gow (28:32) Chandler Stephenson (41:06) Ryan Pulock (51:52) | MTS Iceplex, Winnipeg, Manitoba |

| Pl. |                | Sp | S | OTS | OTN | N | Tore  | Punkte |
| 1.  | Canada Ontario | 4  | 4 | 0   | 0   | 0 | 20:06 | 12     |
| 2.  | Canada Pacific | 4  | 3 | 0   | 0   | 1 | 17:11 | 9      |
| 3.  | Canada West    | 4  | 2 | 0   | 0   | 2 | 14:12 | 6      |
| 4.  | Tschechien     | 4  | 1 | 0   | 0   | 3 | 09:16 | 3      |
| 5.  | Slowakei       | 4  | 0 | 0   | 0   | 4 | 05:20 | 0      |

Abkürzungen: Pl. = Platz, Sp = Spiele, S = Siege, OTS = Siege nach Verlängerung oder Penaltyschießen, OTN = Niederlagen nach Verlängerung oder Penaltyschießen, N = Niederlagen

Erläuterungen: Qualifikant für das Halbfinale

## Platzierungsspiele

### Spiel um Platz 9
| 3. Januar 2011 15:00 Uhr (Ortszeit) | Deutschland Frederik Tiffels (0:18) Sven Ziegler (23:35) Benjamin Zientek (24:02) John Koslowski (32:28) Markus Eberhardt (33:02) Marcel Kurth (40:41) Markus Eberhardt (45:55) John Koslowski (59:39) | 8:5 (1:2, 4:2, 3:1) Spielbericht | Slowakei Peter Hrehorčák (2:13) Milan Kolena (12:35) Jan Blasko (23:00) Tomas Palecek (30:02) Milan Kolena (59:23) | PCU Centre, Portage la Prairie, Manitoba |

### Spiel um Platz 7
| 3. Januar 2011 19:30 Uhr | Tschechien Vojtěch Tomeček (7:39) Jan Schleiss (7:56) Dominik Volek (29:33) Matěj Zadražil (42:02) | 4:5 (2:1, 1:1, 1:3) Spielbericht | Finnland Rasmus Kulmala (1:42) Rasmus Kulmala (39:35) Teuvo Teräväinen (42:27) Artturi Lehkonen (51:17) Kalle Torniainen (54:34) | MTS Iceplex, Winnipeg, Manitoba |

### Spiel um Platz 5
| 3. Januar 2011 19:30 Uhr | Canada Atlantic Devon Oliver-Dares (21:31) Taylor Burke (52:06) | 2:1 (0:0, 1:0, 1:1) Spielbericht | Canada West Brendan Leipsic (54:19) | PCU Centre, Portage la Prairie, Manitoba |

## Finalrunde
|  | Halbfinale | Halbfinale         | Halbfinale |  |  | Finale | Finale             | Finale |
|  |            |                    |            |  |  |        |                    |        |
|  |            |                    |            |  |  |        |                    |        |
|  | A1         | Vereinigte Staaten | 6          |  |  |        |                    |        |
|  | B2         | Canada Pacific     | 5          |  |  |        |                    |        |
|  |            |                    |            |  |  | A1     | Vereinigte Staaten | 3      |
|  |            |                    |            |  |  | B1     | Canada Ontario     | 5      |
|  | B1         | Canada Ontario     | 2          |  |  |        |                    |        |
|  | A2         | Canada Québec      | 1          |  |  |        |                    |        |
|  |            |                    |            |  |  |        |                    |        |

### Halbfinale
| 3. Januar 2011 15:00 Uhr (Ortszeit) | Canada Pacific Brandon Magee (1:13) Hunter Shinkaruk (35:58) Troy Bourke (37:04) Morgan Rielly (42:20) Morgan Rielly (43:49) | 5:6 n. V. (1:4, 2:1, 2:0, 0:1) Spielbericht | Vereinigte Staaten Ryan Hartman (5:59) Jacob Trouba (12:27) Stefan Matteau (18:22) Ryan Hartman (18:36) Matt Grzelcyk (32:29) Nic Kerdiles (67:24) | MTS Centre, Winnipeg, Manitoba |

| 3. Januar 2011 19:30 Uhr | Canada Québec Charles Hudon (24:04) | 1:2 n. V. (0:1, 1:0, 0:0, 0:1) Spielbericht | Canada Ontario Sean Monahan (17:58) Sean Monahan (61:52) | MTS Centre, Winnipeg, Manitoba |

### Spiel um Platz 3
| 4. Januar 2011 15:00 Uhr | Canada Pacific Steven Hodges (16:54) Robert Trzonkowski (46:23) Mike Winther (49:35) Hunter Shinkaruk (56:31) Brandon Magee (61:34) | 5:4 n. V. (1:1, 0:1, 3:2, 1:0) Spielbericht | Canada Québec Luca Ciampini (19:20) Dominic Poulin (25:44) Félix Girard (41:54) Dominic Poulin (52:54) | MTS Centre, Winnipeg, Manitoba |

### Finale
| 4. Januar 2011 19:30 Uhr | Canada Ontario Kerby Rychel (4:39) Sean Monahan (9:34) Brendan Gaunce (12:48) Sean Monahan (47:13) Mathew Campagna (55:58) | 5:3 (3:1, 0:1, 2:1) Spielbericht | Vereinigte Staaten Quentin Shore (9:06) Miles Koules (30:54) Patrick Sieloff (41:07) | MTS Centre, Winnipeg, Manitoba |

### Sieger – Team Canada Ontario
| Sieger der World U-17 Hockey Challenge 2011 Team Canada Ontario | Torhüter: Daniel Altshuller, Jake Paterson Verteidiger: Gianluca Curcuruto, Matthew Finn, Jesse Graham, Alex Gudbranson, Slater Koekkoek, Marcus McIvor, Adam Pelech Angreifer: Andreas Athanasiou, Mathew Campagna, Brendan Gaunce, Garrett Hooey, Justin Kea, Scott Laughton, Matia Marcantuoni, Chris Marchese, Sean Monahan, Robert Polesello, Kerby Rychel, Brody Silk, Tom Wilson Trainer: Jake Grimes, Jeff Reid & Troy Smith |

## Beste Scorer
Abkürzungen: Sp = Spiele, T = Tore, V = Vorlagen, Pkt = Punkte, SM = Strafminuten; Fett: Bestwert
| Spieler           | Team               | Sp | T | V  | Pkt | SM |
| ----------------- | ------------------ | -- | - | -- | --- | -- |
| Mathew Dumba      | Canada Pacific     | 6  | 0 | 12 | 12  | 2  |
| Charles Hudon     | Canada Québec      | 6  | 5 | 6  | 11  | 8  |
| Henrik Samuelsson | Vereinigte Staaten | 6  | 6 | 4  | 10  | 10 |
| Hunter Shinkaruk  | Canada Pacific     | 6  | 5 | 4  | 9   | 2  |
| Andrew Ryan       | Canada Atlantic    | 5  | 2 | 7  | 9   | 6  |
| Jacob Trouba      | Vereinigte Staaten | 6  | 2 | 7  | 9   | 12 |
| Nathan MacKinnon  | Canada Atlantic    | 5  | 5 | 3  | 8   | 0  |
| Miles Koules      | Vereinigte Staaten | 6  | 4 | 4  | 8   | 4  |
| Troy Bourke       | Canada Pacific     | 6  | 3 | 5  | 8   | 14 |
| Mike Matheson     | Canada Québec      | 6  | 2 | 6  | 8   | 10 |

Bester Torschütze wurde Luca Ciampini aus dem Team Canada Québec mit sieben Treffern.

## Beste Torhüter
Die kombinierte Tabelle zeigt die jeweils drei besten Torhüter in den Kategorien Gegentorschnitt und Fangquote sowie die jeweils Führenden in den Kategorien Shutouts und Siege.
Abkürzungen: Sp = Spiele, Min = Eiszeit (in Minuten), S = Siege, N = Niederlagen, GT = Gegentore, SO = Shutouts, Sv% = gehaltene Schüsse (in %), GTS = Gegentorschnitt; Fett: Bestwert
Es werden nur Torhüter erfasst, die mindestens 60 Minuten absolviert haben. Sortiert nach bestem Gegentorschnitt.
| Spieler           | Team               | Sp | Min | S | N | GT | SO | Sv%  | GTS  |
| ----------------- | ------------------ | -- | --- | - | - | -- | -- | ---- | ---- |
| Andy Desautels    | Canada West        | 1  | 60  | 1 | 0 | 1  | 0  | 96,6 | 1,00 |
| Daniel Altshuller | Canada Ontario     | 6  | 361 | 6 | 0 | 10 | 1  | 92,4 | 1,66 |
| Jared Rutledge    | Vereinigte Staaten | 4  | 233 | 3 | 1 | 10 | 0  | 84,4 | 2,57 |
| Janne Juvonen     | Finnland           | 1  | 60  | 0 | 1 | 4  | 0  | 90,7 | 4,00 |

## Abschlussplatzierungen
| Pl. | Team               |
| --- | ------------------ |
| 1   | Canada Ontario     |
| 2   | Vereinigte Staaten |
| 3   | Canada Pacific     |
| 4   | Canada Québec      |
| 5   | Canada Atlantic    |
| 6   | Canada West        |
| 7   | Finnland           |
| 8   | Tschechien         |
| 9   | Deutschland        |
| 10  | Slowakei           |

## All-Star Team
| Tournament All-Star Team |                                                                |
| Angriff:                 | Ont. Andreas Athanasiou – Nic Kerdiles – Pac. Hunter Shinkaruk |
| Verteidigung:            | Seth Jones – West Derrick Pouliot                              |
| Tor:                     | Ont. Daniel Altshuller                                         |